# Clivina punctulata
Clivina punctulata är en skalbaggsart som beskrevs av Leconte 1849. Clivina punctulata ingår i släktet Clivina och familjen jordlöpare. Inga underarter finns listade i Catalogue of Life.